# Autorità di bacino regionale Toscana nord
L'Autorità di bacino regionale Toscana nord è una delle Autorità della Regione Toscana che opera nel settore della difesa del suolo.
È un ente pubblico economico che gestisce i bacini idrografici dei torrenti Carrione, Ricortola, Baccatoio e dei fiumi Frigido, Versilia e Camaiore.
La sede amministrativa è a Lucca.